# Ballhof

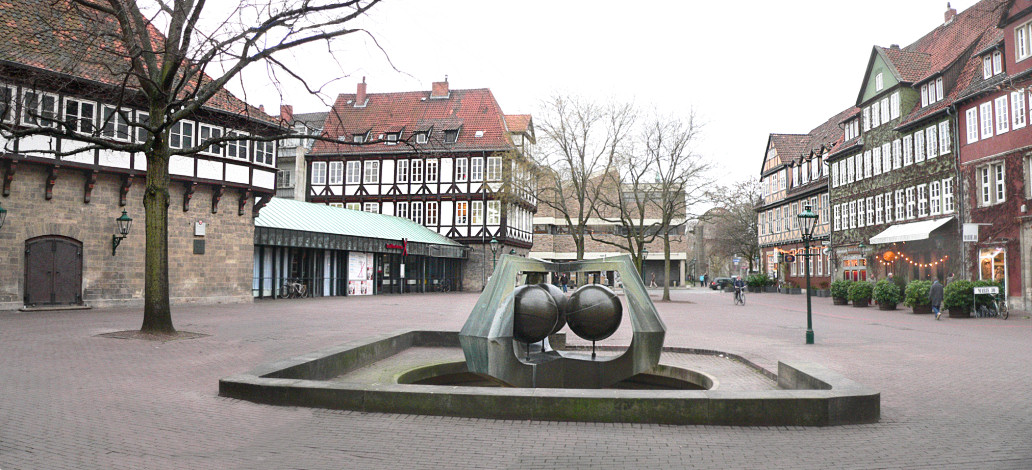
Ballhofplatz con el Ballhof a la izquierda

El Ballhof es un teatro en la Ballhofplatz del casco histórico de Hanóver, dentro del barrio de Mitte.

## Historia

### Construcción
El edificio fue construido entre los años 1649 y 1664 por el duque Georg Wilhelm. No sólo servía para celebraciones, sino también para jugar a Battledore and Shuttlecock, predecesor del bádminton. Era un lugar muy importante para la alta sociedad. En 1664 fue regalado a Stechinelli, ayudante de cámara del duque. En 1667 se lleva a cabo la primera actuación teatral. De 1672 a 1852 fue la mayor sala de espectáculos de toda la ciudad. El espacio fue utilizado como espacio de exposiciones, espectáculos, teatro, conciertos e incluso como restaurante.

### SigloXX
A principios del siglo XX el barrio se caracterizaba por sus edificios medievales, en muy mal estado. Estaba habitado por miembros de la clase social más baja, con unas condiciones higiénicas pésimas. A principios de la República de Weimar, el barrio era el centro de la vida homosexual de Hanóver.
Entre 1936 y 1937 se renueva y restaura el edificio. En 1939, con la reurbanización del centro se destruyen las casas de entramado de madera de su alrededor. La intención de los nazis era desalojar a la "roja" clase trabajadora del distrito. A partir de ese año, el Ballhof fue un centro de las Juventudes Hitlerianas.
Los dos teatros de la ciudad de Hanóver fueron destruidos por los bombardeos de Hanóver de 1943, por lo que sus funciones se trasladaron al Ballhof. Tras el fin de la Segunda Guerra Mundial, la primera actuación teatral de la posguerra en Hanóver tuvo lugar aquí.
En 1973 el Ballhof se convirtió en un teatro de Kammerspiel. La fuente frente al edificio fue creada por el escultor Otto Helmut Schön en 1975. La dedicó al 80 aniversario del nacimiento de Carl Orff.
En 1990 se llevó a cabo una ampliación del edificio, durante la cual se construyó un pequeño teatro llamado "Ballhof dos". Hasta la inauguración de la nueva sede, fue la sede principal de los Teatros Estatales de la Baja Sajonia.

## Hoy
El edificio pertenece a los Teatros Estatales de la Baja Sajonia. Cuenta con 300 asientos en la sala principal, donde se realizan las obras más modernas y experimentales. El "Ballhof dos" cuenta con 130 asientos y se utiliza para las producciones de artistas jóvenes y clubes juveniles. En el edificio se celebran eventos como el "Jazz am Ballhof" (Jazz en el Ballhoff).